# زمان الصمت
زمان الصمت أغنية للفنان طلال مداح من كلمات الشاعر الأمير بدر بن عبد المحسن، وألحان طلال مداح.

## الكلمات
وترحل .. صرختي .. تذبل
في وادي لا صدى يوصل .. ولا باقي أنين
زمان الصمت ياعمر الحزن والشكوى
ياخطوه ماغدت تقوى .. على الخطوة
على هم السنين .. وترحل صرختي وتذبل
حبيبي ياحبيبي
كتبت اسمك على صوتي
كتبته في جدار الوقت
على لون السما الهادي .. على الوادي
على موتي وميلادي
حبيبي لو أيادي الصمت
خذتني لو ملتني ليل
حبيبي يا حبيبي
أنا عمري انتظاري لك
لا تحرمني حياتي لك
وترحل .. صرختي .. تذبل